# 范弼毳跋摩
范弼毳跋摩（Vikrantavarman、？—？），6世紀前半叶林邑国国王，范天凯之子。

## 传記資料
- 《南史》